# Madi Panandétiguiri
Madi Saïdou Panandétiguiri (* 22. März 1984 in Ouahigouya) ist ein ehemaliger burkinischer Fußballspieler. Er spielte auf der Position des Außenverteidigers und Innenverteidigers.

## Vereinskarriere
Panandétiguiri kam 2001 von ASFA-Yennenga Ouagadougou zu Girondins Bordeaux. Beim französischen Klub konnte er sich nicht in der Profimannschaft durchsetzen und kam lediglich in der Reservemannschaft zu Einsätzen. Er wechselte daraufhin im Januar 2005 nach Belgien zum Erstdivisionär SC Lokeren, wo er auf Anhieb zum Stammpersonal gehörte und es in vier Spielzeiten auf 92 Ligaspiele brachte.
Im Sommer 2008 wechselte Panandétiguiri ablösefrei zum SV Wehen Wiesbaden und unterschrieb für zwei Jahre beim deutschen Zweitligisten. Mit Wehen stieg er am Ende der Saison 2008/09 aus der 2. Bundesliga ab.
Anschließend verließ er den Klub und wechselte zu União Leiria in die portugiesische Primeira Liga. Dort war er zunächst Stammspieler, fiel danach ein halbes Jahr aus. In der Spielzeit 2010/11 kam er häufiger zum Einsatz. Am Saisonende wurde sein Vertrag nicht verlängert. Er war ein halbes Jahr ohne Verein, ehe ihn Anfang 2012 der FC Valletta verpflichtete. Dort konnte er mit seinem Team die Meisterschaft 2012 gewinnen.
Im Sommer 2012 schloss sich Panandétiguiri Royal Antwerpen an, das in der zweiten belgischen Liga spielte. Nach einer Spielzeit ging er zu Chippa United nach Südafrika, kam dort aber kaum zum Zuge. Mitte 2014 wechselte er zum FC Pune City nach Indien. Im Februar 2015 verließ er den Club und spielt seither in belgischen Amateurklassen.

## Nationalmannschaft
Panandétiguiri stand 2001 im U-17-Aufgebot Burkina Fasos bei der Weltmeisterschaft in Trinidad und Tobago, als unter anderem Spanien und Argentinien geschlagen wurden und am Ende mit Platz 3 einer der größten Erfolge in der Fußballgeschichte des Landes erreicht wurde. Dabei war er der defensiv herausragende Akteur seiner Mannschaft, während in der Offensive insbesondere Wilfried Sanou für Akzente sorgte. Zwei Jahre später nahm er mit der U-20-Nationalelf an der Junioren-WM in den Vereinigten Arabischen Emiraten teil. Nachdem man in der Gruppenphase den ersten Platz belegte, scheiterte man im Achtelfinale mit 0:1 an Kanada. Im offiziellen Bericht wird Panandétiguiri erneut aus seiner Mannschaft hervorgehoben: „zweikampf- und kopfballstark, gute Technik“.
Mit der A-Nationalmannschaft Burkina Fasos nahm der Defensivspezialist am Africa Cup 2002 und 2004 teil. Beide Male bestritt er das Turnier als Stammspieler, Burkina Faso scheiterte aber jeweils als Tabellenletzter bereits in der Gruppenphase.
Anfang 2007 spielten er und Fousséni Traoré in einem Qualifikationsspiel für die Olympischen Spiele 2008 in Peking, obwohl nur Spieler des Jahrgangs 1985 und jünger spielberechtigt waren. Die mit 2:0 gewonnene Partie wurde daraufhin mit 3:0 für Ghana gewertet.